# Pontus Jäntti
Pontus Jäntti, född 20 december 1968 i Helsingfors, är en finländsk badmintonspelare. I sin aktiva karriär vann Jäntti finska mästerskapet åtta gånger, varav sju i rad mellan 1987 och 1993. Det senaste mästerskapet kom 1998.
Pontus Jäntti är också en av de 35 idrottare som fick Finlands Badmintonförbunds gyllene spelarmärke.
Den högsta placeringen i Jänttis karriär var 18 på listan daterad den 22 december 1992. Bakom denna rankingtoppen låg segern i Scottish Open GP-loppet som uppnåddes i november samma år. Jäntti vann också samma tävling 1998.